# Луч (альманах)
«Луч» альманах («Сәуле» альманах) — орган ЦК Компартии Туркистана и Совнаркома республики. Литературный альманах, посвященный молодежи. Издавался в 1924 в Ташкенте. Издание выходило как приложение к газете «Ақжол». В свет вышло 6 номеров. Альманах знакомил казахскую, кыргызскую, каракалпакскую молодежь с литературным наследием. В «Луч» впервые опубликованы стихи Махамбета Отемисова, классические толгау Ыгылмана Шорекова, Нарымбета, Мурат Монкеулы и др.